# 주시 (정신분석학)

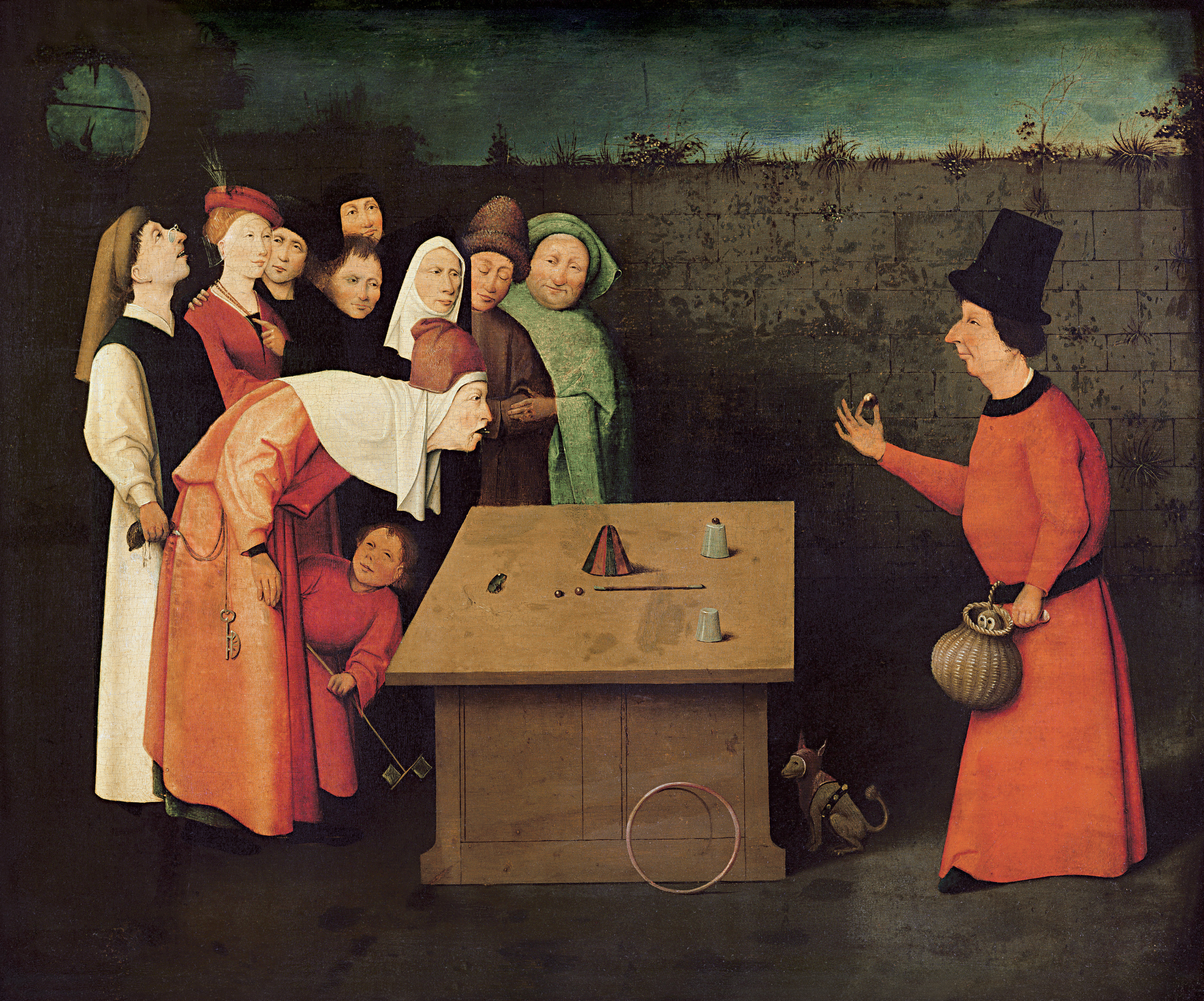
히에로니무스 보스의 마술사에서는 몸을 구부린 인물이 앞을 바라보며 꾸준하고 집중적으로, 그리고 주의를 고정한 모습을 묘사하고 있으며, 다른 인물들은 여러 방향을 바라보고 있는데, 어떤 인물들은 그림 바깥을 바라보고 있다.

비판 이론, 철학, 사회학, 정신 분석에서 주시(the gaze, 프랑스어: le regard)는 비유적인 의미에서 개인(또는 집단)이 다른 개인, 다른 집단 또는 자신에 대해 인식하고 지각하는 것이다. 시선의 개념과 사회적 적용은 실존주의와 현상학 철학자들에 의해 정의되고 설명되었다. 장폴 사르트르는 존재와 무(1943)에서 시선(또는 "바라보는 것")을 설명했다. 미셸 푸코는 규율과 처벌: 감옥의 탄생(1975)에서 사회-정치적 권력 관계의 역학과 사회의 규율 메커니즘의 사회적 역학을 설명하기 위해 시선 개념을 발전시켰다. 자크 데리다는 고로 내가 존재하는 동물 (더 올 것)(The Animal That Therefore I Am (More to Come))(1997)에서 시선을 통해 확립되는 인간과 다른 동물 사이에 존재하는 종 간 관계에 대해 자세히 설명했다.

## 같이 보기
- 주시 (생리학)
- 주시 (시각)
- 주시 반사
- 정신분석학